# 藤沢市立片瀬小学校
藤沢市立片瀬小学校（ふじさわしりつ かたせしょうがっこう）は、神奈川県藤沢市片瀬にある公立小学校である。

## 沿革
- 1874年（明治7年）3月16日 - 学制により片瀬村本蓮寺に小学校臨海校舎を創設
- 1901年（明治34年）2月13日 - 鎌倉尋常高等川口小学校に改称
- 1933年（昭和8年）4月１０日 - 片瀬尋常小学校に改称
- 1947年（昭和22年）2月４日 - 鎌倉郡片瀬町は藤沢市に合併、藤沢市立片瀬小学校に改称
- 1947年（昭和22年）9月５日 - 学校給食開始
- 1969年（昭和44年）2月 - 屋内運動場完成
- 1971年（昭和46年）7月7日 - 屋外プール新設落成
- 1978年（昭和53年）4月3日 - 新林小学校開設に伴い、片瀬小より150名が転学
- 1988年（昭和63年）4月4日 - 特別指導学級開級式
- 1991年（平成3年）3月22日 - 特別教室棟・管理棟の改築・改修工事完了
- 1999年（平成11年）9月30日 - 舎耐震補強工事完了
- 2000年（平成12年）9月20日 - パソコン11台導入、パソコン室設置
- 2002年（平成14年）3月22日 - パソコン31台を図書室に入れ、情報教室とする
- 2004年（平成16年）10月9日 - 台風出水により泉蔵寺墓地が崩壊、万年塀が損傷
- 2005年（平成17年）3月23日 - 新体育倉庫完成
- 2005年（平成17年）3月30日 - 中庭にプレハブ校舎新設
- 2007年（平成19年）3月16日 - 放送機器新規交換工事完了
- 2008年（平成20年）12月8日 - 体育館耐震補強工事と屋根改修工事が完了
- 2010年（平成22年）1月 - 校務用パソコン3台設置
- 2011年（平成23年）3月11日 - 東日本大震災、一時避難所として避難民230人宿泊避難
- 2011年（平成23年）3月 - 屋上太陽光発電工事竣工
- 2013年（平成25年）3月 - 校庭すべり台修理
- 2013年（平成25年）12月5日 - 情報教室PC更新
- 2014年（平成26年）3月25日 - 南側校舎外壁改修工事終了[2]
- 2024年（令和6年）7月27日 - 片小創立150周年記念イベント「かたせのうた」開催[3]

## 教育目標
- 『明るく元気な子』（心身の健康）
- 『よく考えて行動する子』（豊かな想像力）
- 『進んで働く子』（働くことをいとわない）
- 『心のやさしい子』（温かな人間関係）[4]

## 学区
- 片瀬2～5丁目
- 片瀬海岸1～3丁目
- 片瀬山3～5丁目
- 片瀬目白山
- 江の島1～2丁目[5]

## 進学先
公立中学校の場合。
- 藤沢市立片瀬中学校

## アクセス
JR東日本東海道本線・
小田急江ノ島線・藤沢駅南口より
江ノ島電鉄・鵠沼駅より徒歩10分

## 著名な出身者
- 金子一輝（元プロ野球選手）
- 南流石（振付師）
- 辻岡義堂（日テレアナウンサー）
- ももいろけんきょ（AV監督）
- 室木おすし（イラストレーター）

## ゆかりの人物
- 杉山和一